# Tiny Star
『Tiny Star』（タイニー・スター）は、moumoonのメジャー2枚目のシングル。

## 概要
- 前作以来半年ぶりのシングル。
- タイトル曲及びカップリング曲「こころのしずく」は、ゲーム制作チームとタッグを組み楽曲を制作して、ニンテンドーDSのゲーム「99のなみだ」用に書き下ろした曲[1]。

## 収録曲

### CD
1. Tiny Star
  - ゲームのテーマに合わせてから、すごく時間を掛けて作った曲、歌詞も4パターンくらい書いていた[1]。テーマは「なにかをするために生まれて来たはずだ」[2]。
2. こころのしずく
3. Do you remember?～English ver.～
4. Sunrise（Bonus Track）
  - TSUTAYA限定販売バージョンのみ収録。
5. Tiny Star～instrumental～
6. こころのしずく～instrumental～

### DVD
1. Tiny Star（Music Clip）

## タイアップ
| 曲名           | タイアップ                                                       |
| Tiny Star      | バンダイナムコゲームス「99のなみだ」CMソング、エンディングテーマ |
| こころのしずく | バンダイナムコゲームス「99のなみだ」オープニングテーマ           |